# Словачки вербунк
Словачки вербунк је импровизовани плес у извођењу младића и мушкараца који живе у окрузима Јужна Моравска и Злин - историјске покрајине Словачке, сада Чешке Републике. Назив плеса потиче од немачког израза werbung (промењен у verbŭnk), што значи „регрутовање“, и што одражава његово историјско порекло у регрутовању плесача и војника за војску у осамнаестом веку. Данас га изводе народне плесне групе у већини градова и села словачке регије, а у вези са прославама и фестивалима.
Словачки вербунк се плеше уз музику која се зове Нове мађарске песме (мађарски: verbunkos) и обично се састоји од три дела. На почетку се изводи песма, затим најпре спори покрети, а затим бржи делови игре. Плес није везан за прецизну кореографију, већ је обележен спонтаношћу, импровизацијом и индивидуалним изражавањем. Обично га изводе групе, при чему сваки плесач интерпретира музику на свој начин. Број плесних покрета се такође повећава како се плес убрзава. Ово укључује прескакање, скокове, савијање колена, окретање и пљескање рукама. Вербунк је постао саставни део разних свечаности. Мушкарци га данас плешу у свакој прилици када је нека гозба, берба грожђа или чак редовни плесови.
"То је импровизовани плес који су младићи плесали као облик протеста а донекле и да изразе своју немоћ. Данас има и низ других функција - то је демонстрација виталности и среће на гозбама и плесним свечаностима. Младићи га, наравно, користе за показивање својих изврсних плесних вештина и додао бих да има и мало еротског подтекста." каже етнолог Карел Павлистик, који је, и сам мајстор вербунка и суоснивач такмичења, које је започето пре двадесет година, познатог државног Међународног фестивала фолклора Стражнице.
Постоји шест различитих регионалних типова словачког вербунка, који објашњавају велику разноликост фигура и плесних ритмова. Ове врсте су се развиле почетком двадесетог века и настављају да се мењају. То су:
- из области Стражнице
- из области Кијов
- ханацко-словачки тип из области Хустопече и Жданице
- „horňácký“ тип из области Велка над Величкоу
- „uherskohradišťský“ тип из области Ухерске Храдиште и Ухерски Брод
- “podlužácký” тип из области Брецлав

Плес се поступно укључивао у друге прилике народног живота, стичући нове функције. Поред важне свечане функције представљају и изражавање карактера, непосредно ментално и физичко стање плесача и његову идентификацију са селом или заједницом. Као нова функција, вербунк изражава припадност оној групи младих људи који имају позитиван активан однос према наслеђу традиционалне народне културе.

## Вербункос у Мађарској
Варијације плеса постојале су у свим подручјима насељеним Мађарима и у безброј локалних верзија. Понекад су у различитим облицима не само у сваком региону, већ чак и у два суседна села. Плес је саставни део заштите наслеђа и огромна је ствар што је плес опстао у Мађарској у свом изворном, изузетно разноликом облику. Захваљујући циганским музичарима, такође и у околним земљама, проширио се као мађарски плес и постао популаран у Војводини, Словенији, Хрватској, Закарпатју, Моравској или међу банатским Бугарима, само што се на овим просторима није сачувао као у Мађарској заједници. Мађарска такође намерава да се пријави за листу нематеријалног културног наслеђа УНЕСКО-а са овим плесом.